# Bee Ridge
Bee Ridge é uma Região censo-designada localizada no estado americano de Flórida, no Condado de Sarasota.

## Demografia
Segundo o censo americano de 2000, a sua população era de 8744 habitantes.

## Geografia
De acordo com o United States Census Bureau tem uma área de 
10,1 km², dos quais 10,1 km² cobertos por terra e 0,0 km² cobertos por água. Bee Ridge localiza-se a aproximadamente 8 m acima do nível do mar.

## Localidades na vizinhança
O diagrama seguinte representa as localidades num raio de 8 km ao redor de Bee Ridge. 